# Économie des sociétés traditionnelles
L'étude de l'économie des sociétés traditionnelles est inaugurée par Marcel Mauss et son fameux Essai sur le don. Le don apparaît comme la première forme d'échange. L'économique n'est alors pas séparé du sacré. Le don est un fait social total qui appelle un contre-don.
Bronislaw Malinowski étudie lui aussi l'économie des sociétés traditionnelles des peuples du Pacifique, dans son ouvrage Les Argonautes du Pacifique Occidental.
Plus tard, l'anthropologie économique se constitue comme discipline à part entière.
On peut citer encore l'ouvrage de sociologie économique de Karl Polanyi La grande transformation et Femmes, greniers et capitaux de Claude Meillassoux.